# Нафталан
Нафтала́н (азерб. Naftalan) — город республиканского подчинения в Азербайджане. Расположен в 330 км от Баку и в 58 км к юго-востоку от второго по величине города страны Гянджи, в 18 км к югу от железнодорожной станции Геран. В городе добывается нафталановая нефть.

## Этимология
Этимология слова «нафталaн» связана с греческим словом «нафта» («νάφθα»), относящимся к нефти, и азербайджанского суффикса «-алан» («брать»), и буквально означает «покупатель нефти».

## География
Город расположен в предгорьях северо-восточного склона Малого Кавказа на берегах реки Нафталан. Лето жаркое (средняя температура июля 38 °С), зима мягкая (средняя температура января 2 °С). Выпадает 250 мм осадков за год.

## История
Основы лабораторного исследования свойств нефти и полезных ископаемых Нафталана были заложены в 1926 году. С этого же года в зоне месторождения начал функционировать специализированный курорт «Нафталан». В 1936 году при НИИ курортологии в Баку была создана лаборатория для экспериментов по изучению биологического действия нафталаны.
В 1967 году посёлок Нафталан получил статус города.
Начиная с 1982 года город превратился в место для санаторно-курортного отдыха.
С 1977 по 1997 год в городе действовал аэропорт. Осуществлялось авиационное сообщение Баку — Нафталан.
На территории Нафталана функционирует несколько отелей и санаториев.
С 1991 года до 2021 года входил в состав Гянджа-Газахского экономического района. С 7 июля 2021 года входит в состав Гянджа-Дашкесанского экономического района.

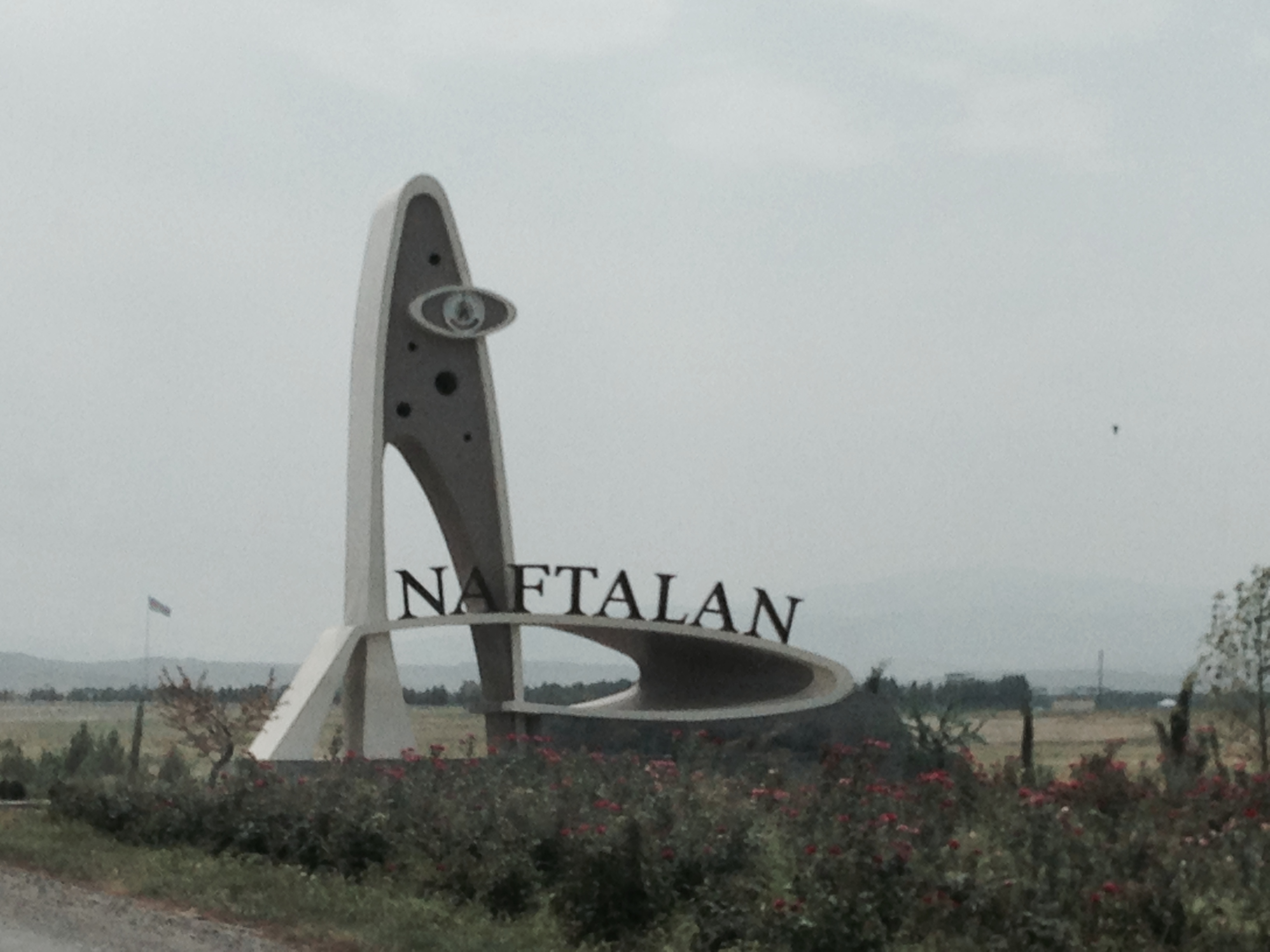
Въезд в Нафталан

## Население
По всесоюзной переписи населения 1989 года в Нафталане проживало 7 457 человека.
В 2019 году в Нафталане проживало 10 201 человек.
На 1 января 2020 года общая численность населения агломерации составила 10 299 человека. Население города — 8 910 человек. Сельское население — 1 344 человек. Население села Гасымбейли — 423 человека. Население села Гашалты Гарагоюнлу — 921 человек.

## Лечебный туризм
Курорт Нафталан действует с 1935 года. До 1957 года курорт работал сезонно. С 1957 года начал работать круглый год. Нафталанское санаторно-курортное объединение создано в 1982 году. В курортном поселке, состоящем из 6 санаториев и курортных поликлиник, было 3200 коек. В период СССР курорт принимал от 50 000 до 70 000 пациентов в год из республик СССР. На курорте осуществлялась профилактика костно-мышечных, периферических нервных заболеваний, заболеваний периферических сосудов, кожных заболеваний, гинекологических заболеваний. 
С 1992 по 2005 год только санаторий «Чинар» принимал пациентов на сезонной основе. В мае 2005 года на курорте открылся первый частный санаторий «Нафталан». 

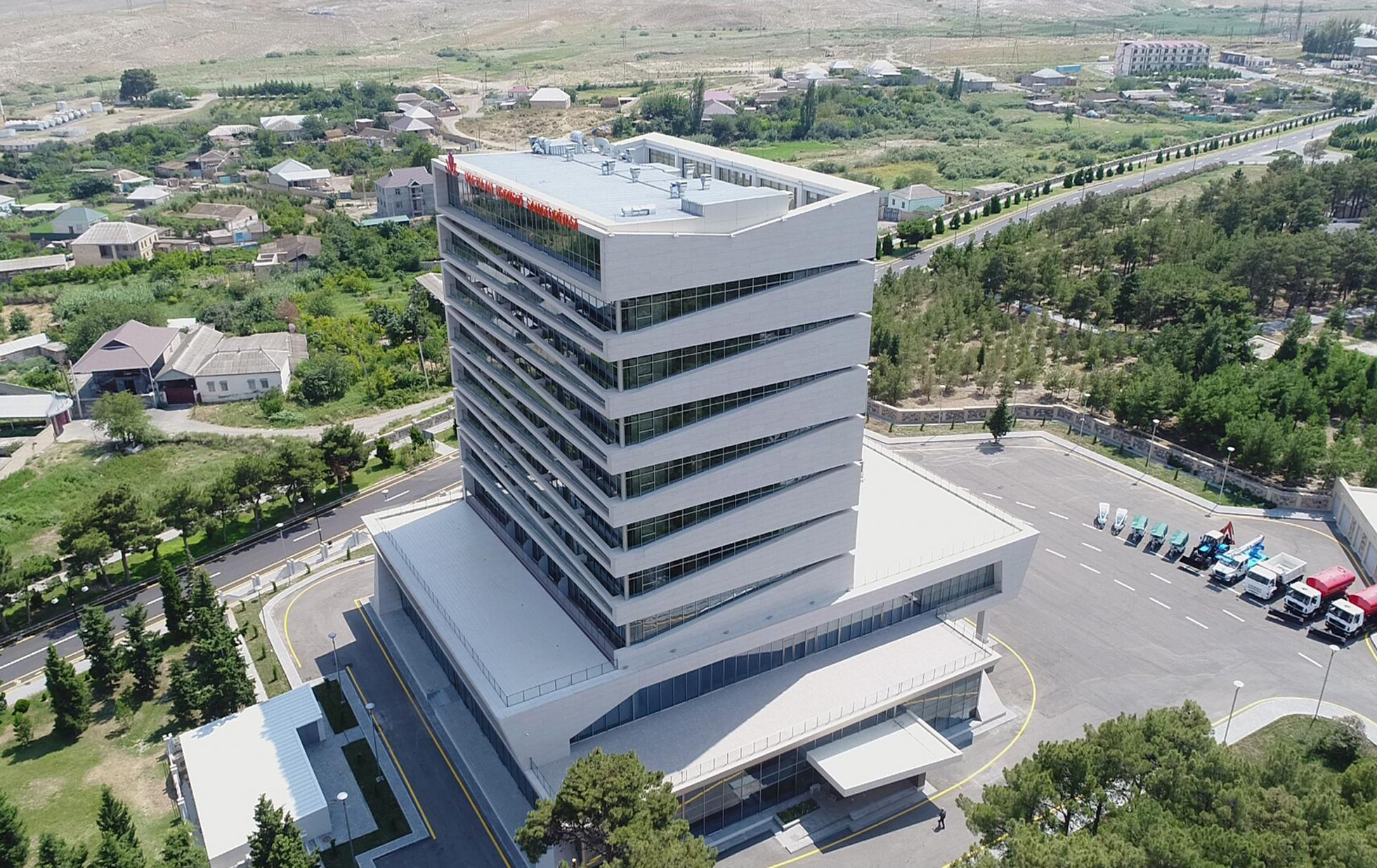
Нафталанский центральный санаторий

Нафталановое масло является одним из исключительных средств для профилактики неврологических, гинекологических, урологических и кожных заболеваний, а также заболеваний печени, суставов и внесуставных мягких тканей опорно-двигательного аппарата.
Основным действующим компонентом нафталанской нефти является карбогидрат нафтена.
В 2015 году город посетило 20 000 туристов.
На 2016 год в городе действовало 9 лечебных санаториев.
10 февраля 2011 года открыт после реконструкции Chinar Hotel & SPA Naftalan.
10 февраля 2011 года открыт санаторий «Гашалты». 
17 октября 2014 года открыт «Karabakh SPA & Resort».
В 2019 году количество туристических поездок в Нафталан достигло рекордного уровня — город посетили 40 тысяч туристов. 40 % из них прибыли из 60 стран. Большинство туристов были из России, Казахстана, Узбекистана, Израиля, Украины, Беларуси, Турции, Саудовской Аравии, Кувейта и Литвы. Кроме того, туристы из Объединённых Арабских Эмиратов, Таджикистана, Бахрейна, Катара, Ирана, Китая, Эстонии, Германии, Грузии, США, Киргизии и Канады также воспользовались услугами курортов и санаториев. 
В настоящее время более 2400 туристов в день могут получить лечение и отдых в действующих в Нафталане туристических объектах. 

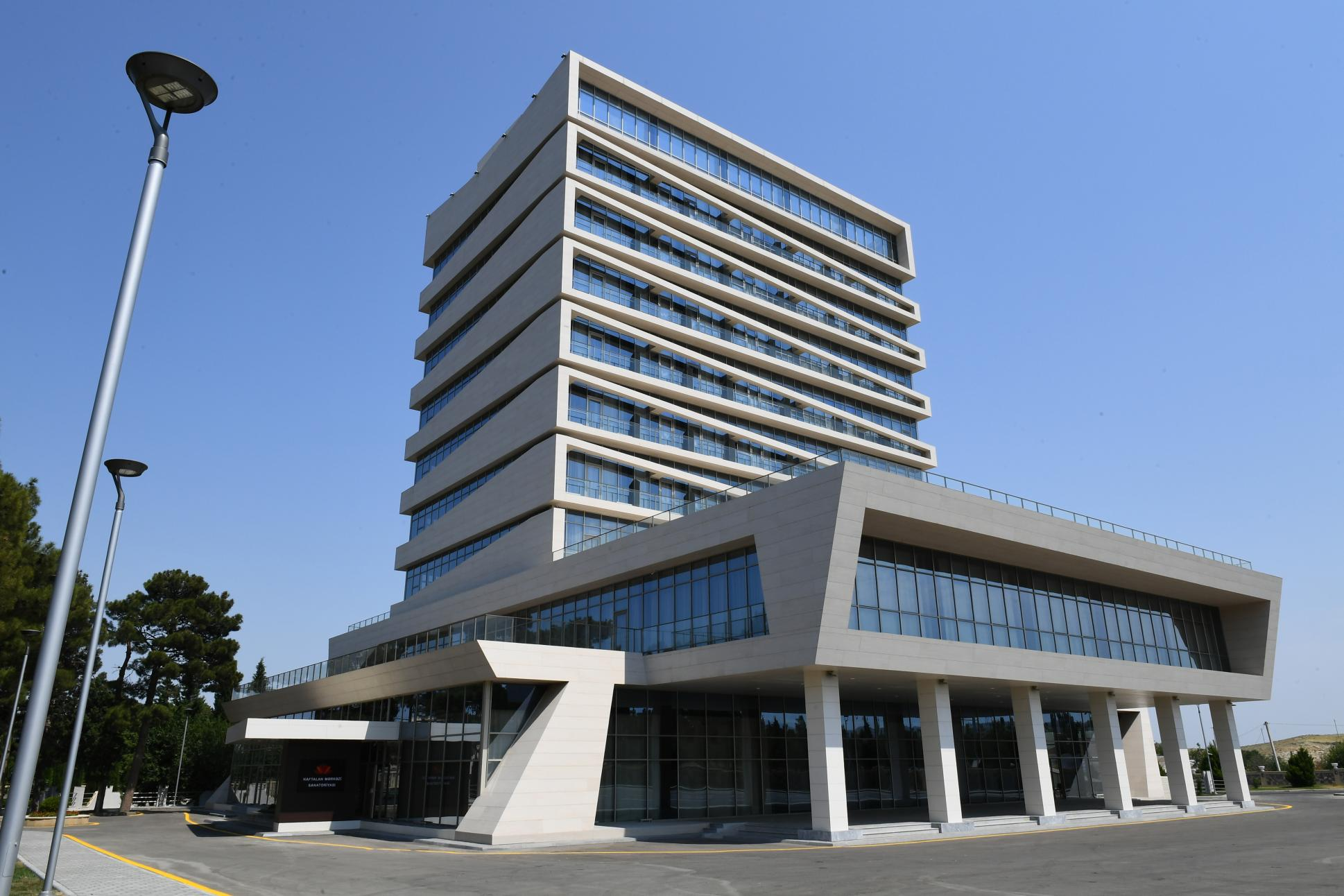
Нафталанский центральный санаторий

22 июля 2021 года открыт Нафталанский центральный санаторий, который построен на месте старого автовокзала, снесенного в 2014 году.
В 2017 году спа-отель «Чинар» в городе Нафталан попал в список 11 лучших санаториев в странах СНГ.
На территории города имеются 18 скважин.

## Инфраструктура
Построена железнодорожная станция. Действует железнодорожное сообщение Баку — Гянджа — Баку с остановкой на станцию Горан.

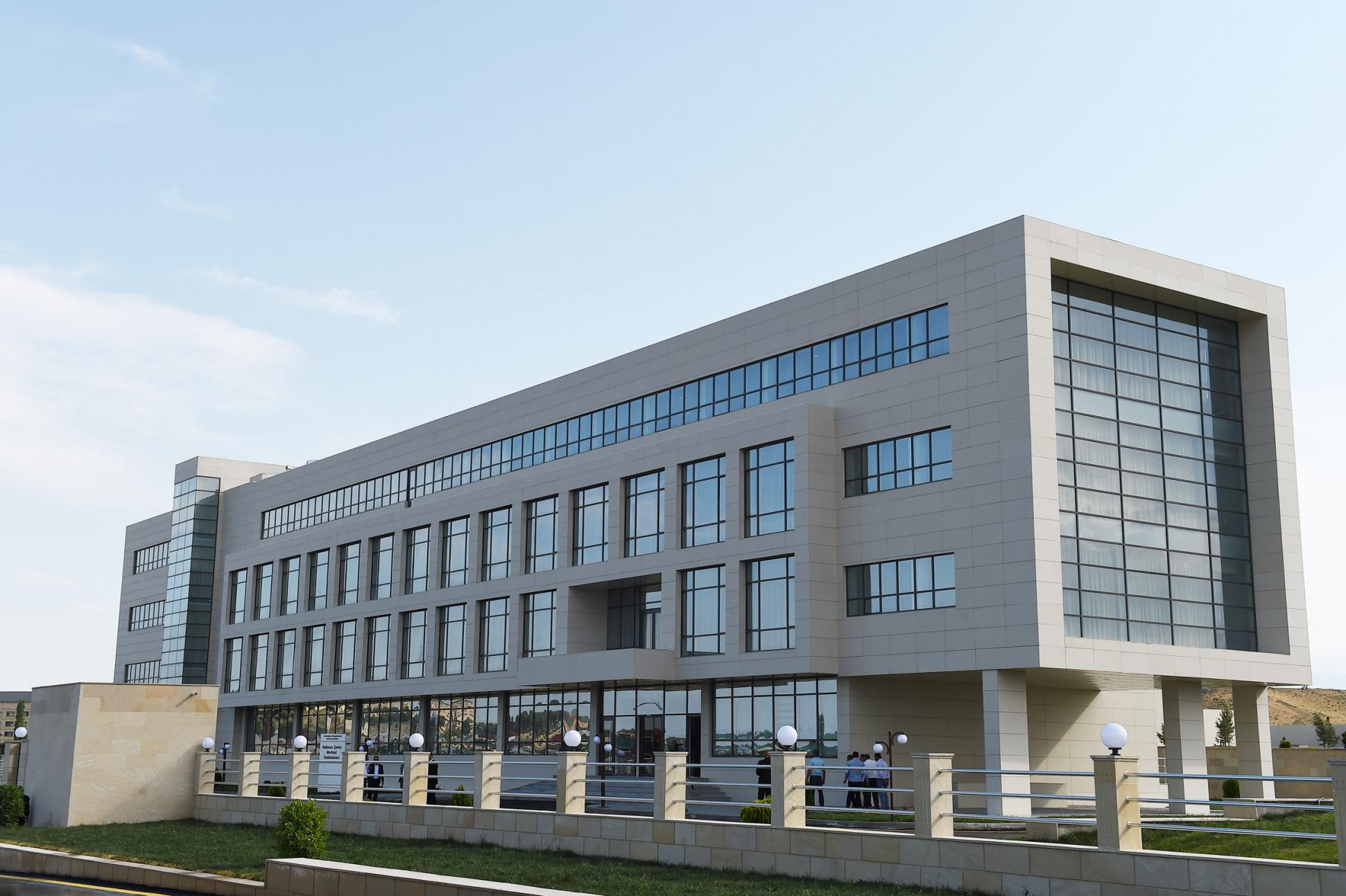
Нафталанская городская центральная больница

5 июня 2018 открыта Нафталанская городская центральная больница на 60 коек. При больнице действует поликлиника.
В городе расположен стадион на 1 500 мест.
В 1970-х годах в городе создана система водоснабжения. Обеспечение водой происходит из кяриза Чекиль и субартезианских колодцев. Протяжённость водной сети — 47 км. На сентябрь 2013 года в централизованном порядке водой обеспечивался 81 % населения. Вода подаётся по графику 4 - 5 часов в сутки. С сентября 2013 года подаётся также вода из источника Баллыгая.

## Достопримечательности
- Краеведческий музей[21]
- Музей костылей
- Нафталанский музей

## Культура
10 сентября 2013 года открыт Центр Гейдара Алиева. 
В книжном фонде городской библиотеки 32 711 книг. Действуют два дома культуры, музыкальная школа. В городе четыре парка: «Гейдар Алиев», «Самед Вургун», «Нариман Нариманов» и «Победа».

## Главы исполнительной власти
- Алим Гусейн оглы Гусейнов (? — 16 декабря 1993)[25]
- Физули Вели оглы Садыгов (? — 24 марта 2006)[26]
- Муса Мусаев (24 марта 2006 — 25 января 2010)[27][28]
- Асланов Натиг Муса оглы (25 января 2010 — 18 мая 2018)[29][30]
- Ровшан Ибрагимов[азерб.] (18 мая 2018 — 2019)[31]
- Вугар Новрузов[азерб.] (с 4 декабря 2019)[32]

## См. также

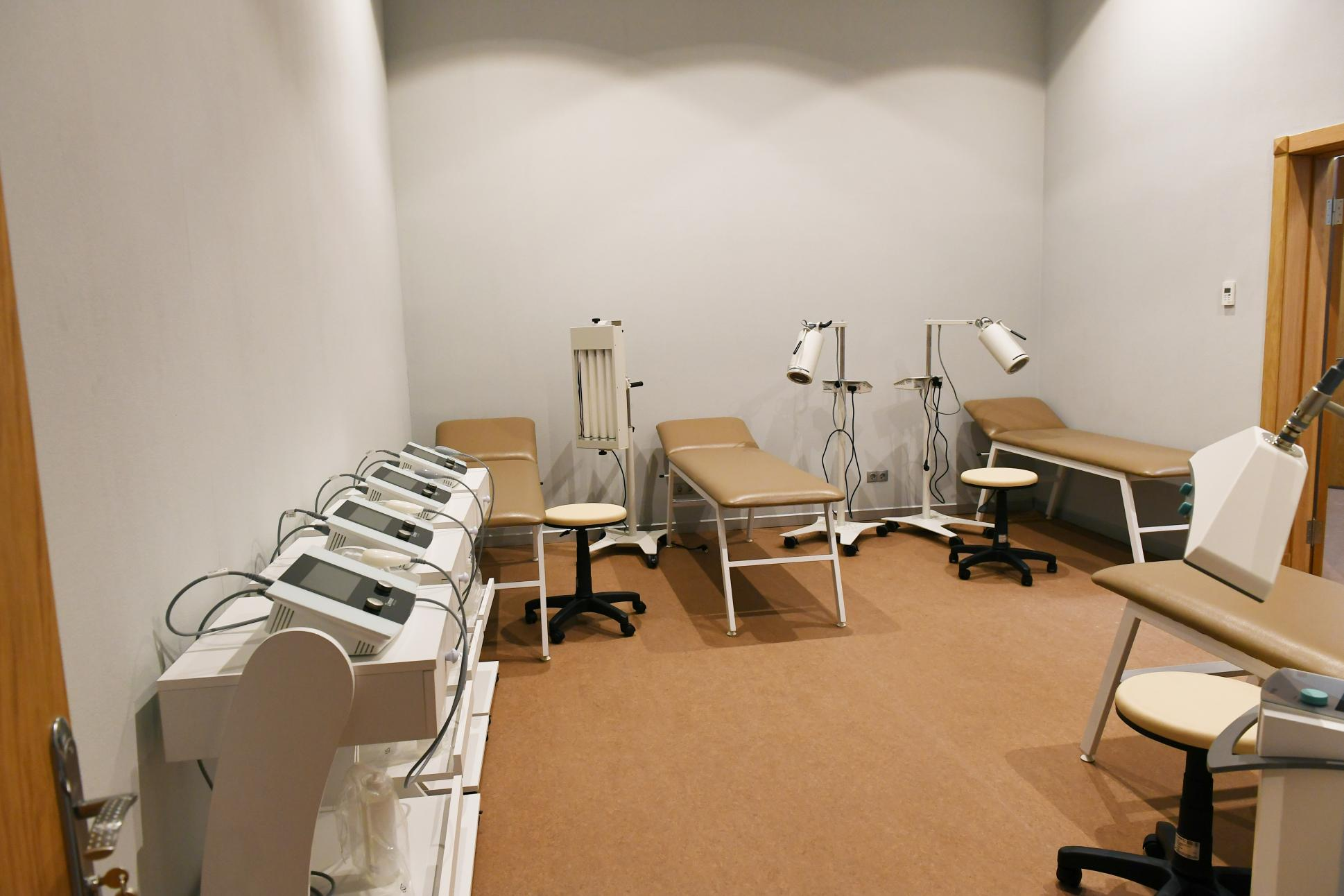
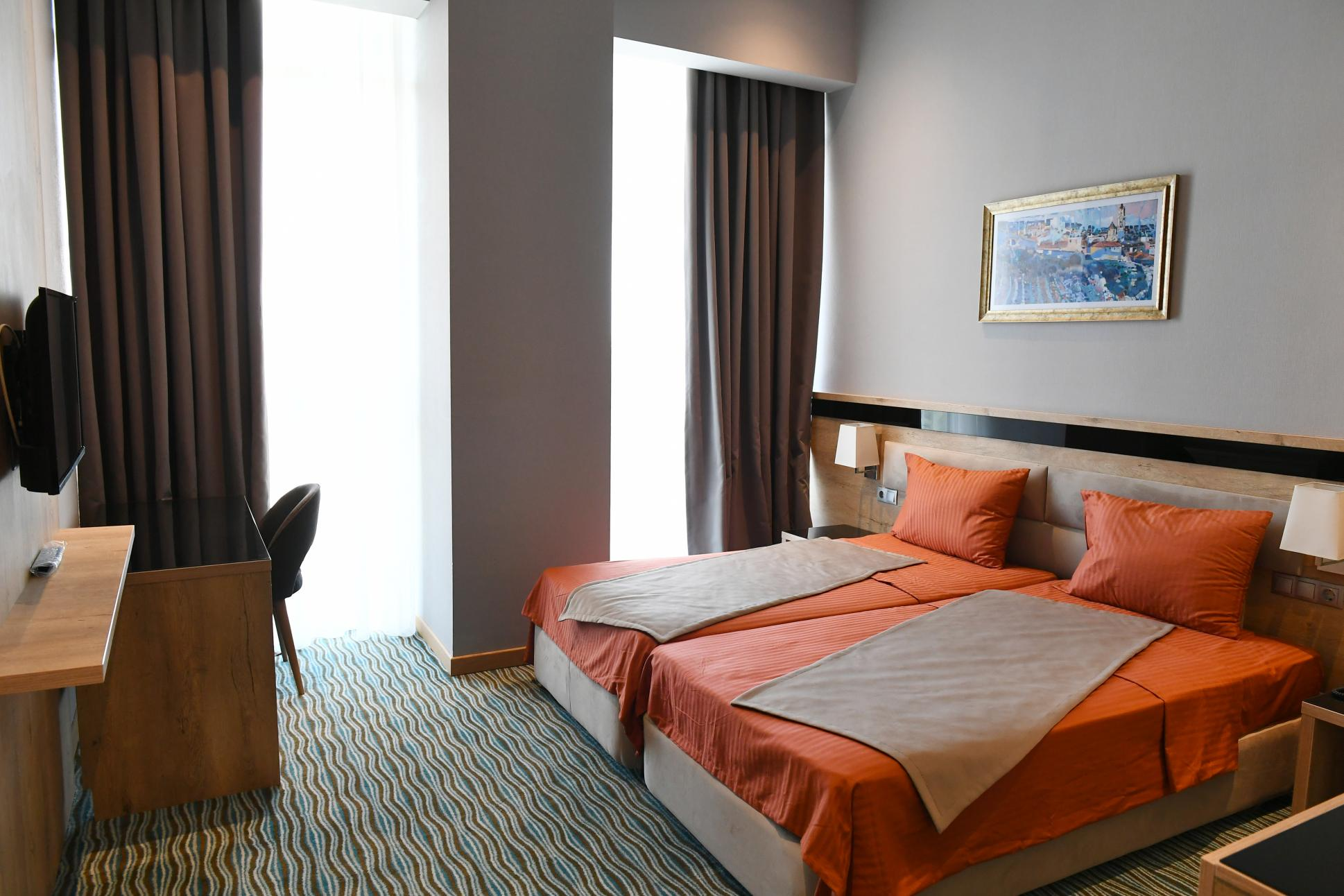
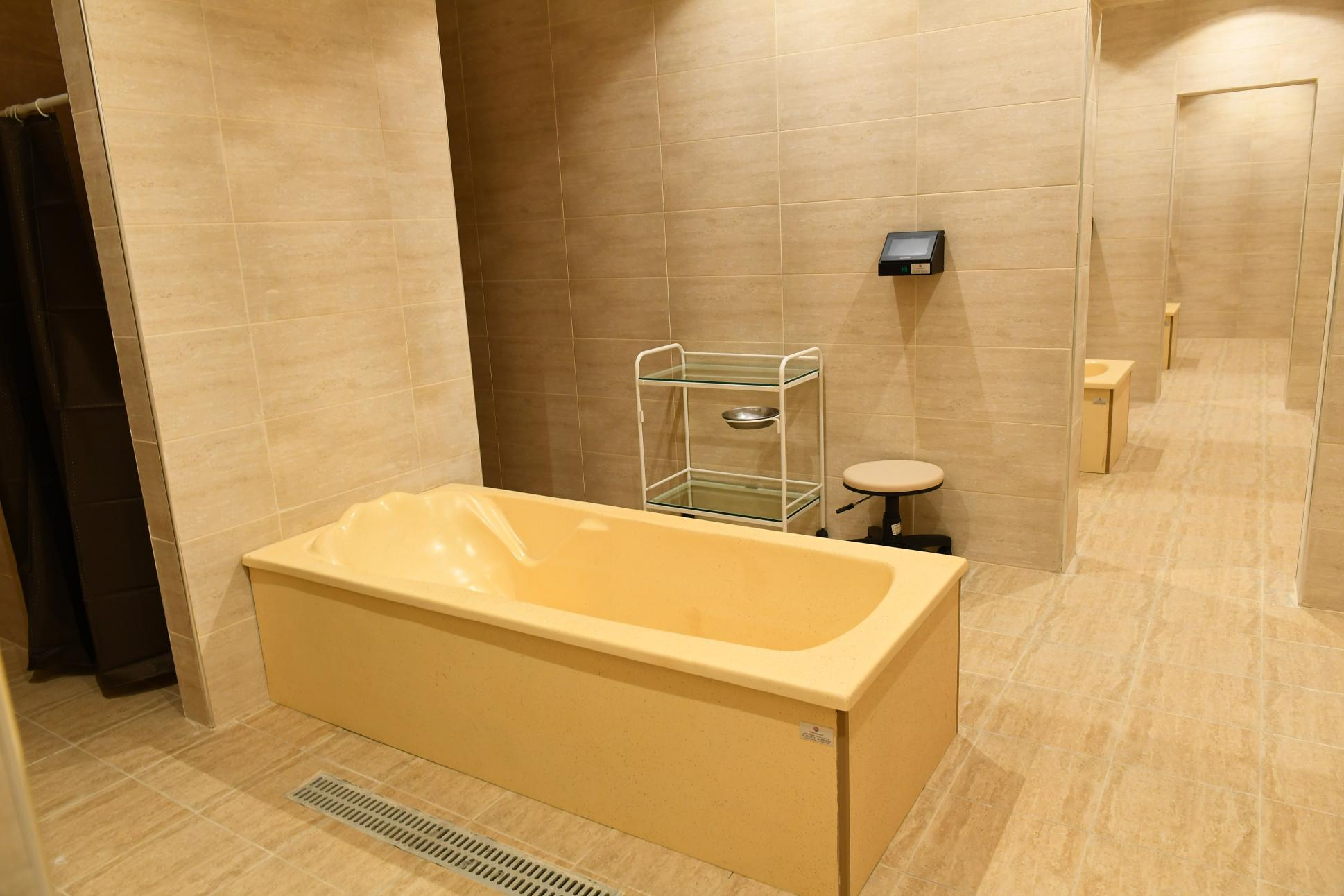
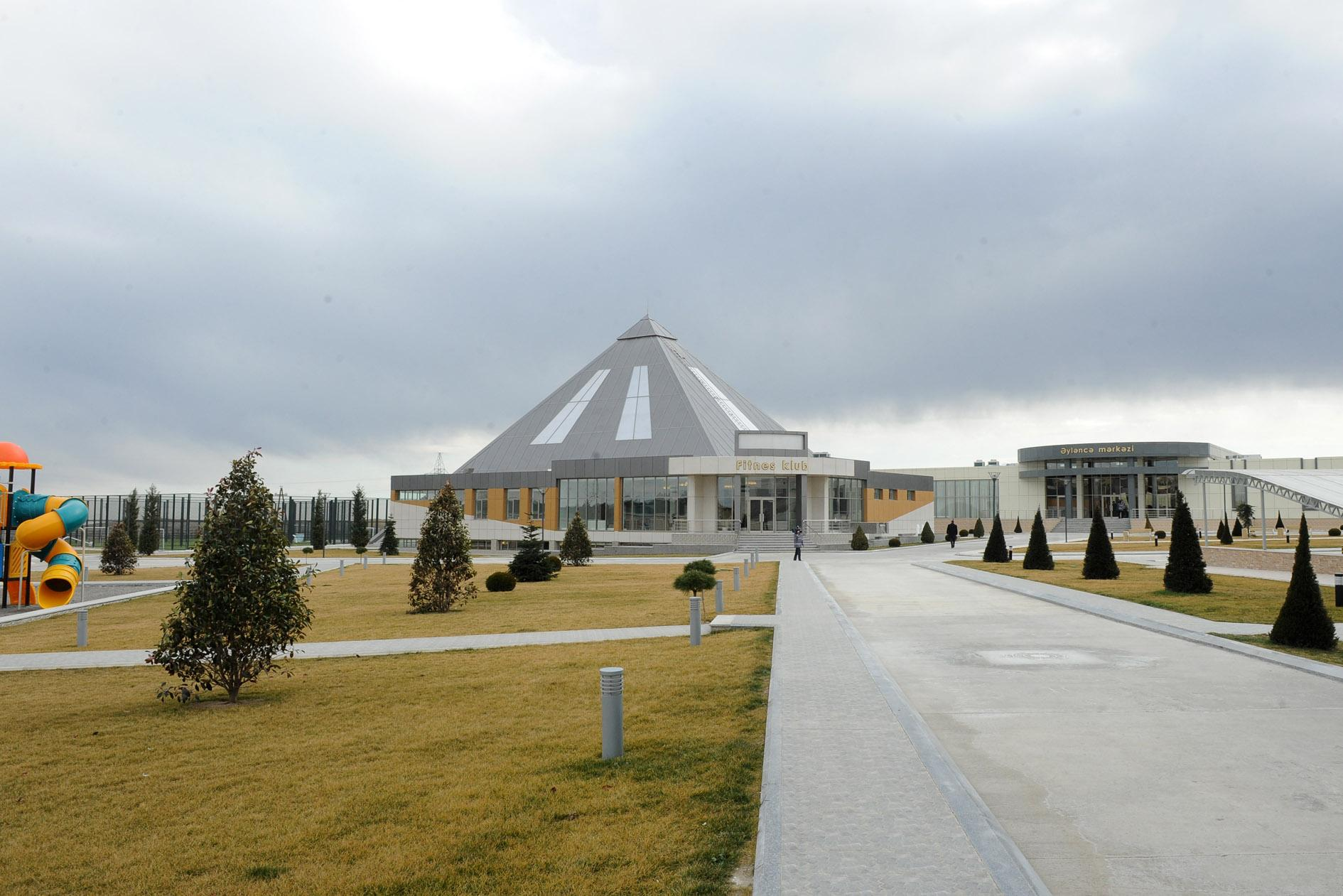

## Города-побратимы
- Л'Эгль, Франция[33]
- Ессентуки, Россия[34]
- Позитано, Италия[34]
- Унеюв, Польша[34]